# عبدلوو (شهرستان کویورگازینسکی، باشقیرستان)
عبدلوو (انگلیسی: Abdulovo, Kuyurgazinsky District, Bashkortostan) یک شهرک در شهرستان کویورگازینسکی جمهوری باشقیرستان در کشور روسیه است.